# دستور الجزائر 1996
اعتمد دستور الجزائر عن طريق الاستفتاء في 28 نوفمبر 1996.

## تاريخ
فوز ليامين زروال خلال الانتخابات الرئاسية 16 نوفمبر 1995 يقود الرئيس إلى تبني دستور جديد. هذا هو مراجعة للدستور السابق. في المسودة الأولية، التي تم الإعلان عنها في صيف عام 1996 ، كان من المتوقع أن يشغل الرئيس فترة سبع سنوات غير قابلة للتجديد 
إنه يقوي إلى حد كبير السلطات الرئاسية ويؤسس برلمانًا من مجلسين، إلا أن معظم مواد الدستور القديم لعام 1989 أخذت مرة أخرى في عام 1996.